# Tormenta tropical Danielle (1992)
La tormenta tropical Danielle fue una débil tormenta tropical que tocó tierra en Virginia, parte de la temporada de huracanes del Atlántico de 1992. Fue la cuarta tormenta de la temporada, y fue una de las dos tormentas del Atlántico en tocar tierra en los Estados Unidos ese año, la otra fue el huracán Andrew. Se formó a partir de una depresión estacionaria del 18 de septiembre cerca de la costa de Carolina del Norte. El sistema alcanzó nivel de tormenta tropical rápidamente, y tomó dirección oeste debido a un cambio en las corrientes de dirección. La tormenta tropical Danielle alcanzó vientos máximos de 105 km/h antes de debilitarse y golpear la península de Delmarva. La tormenta se disipó rápidamente sobre tierra.

## Historia de la tormenta

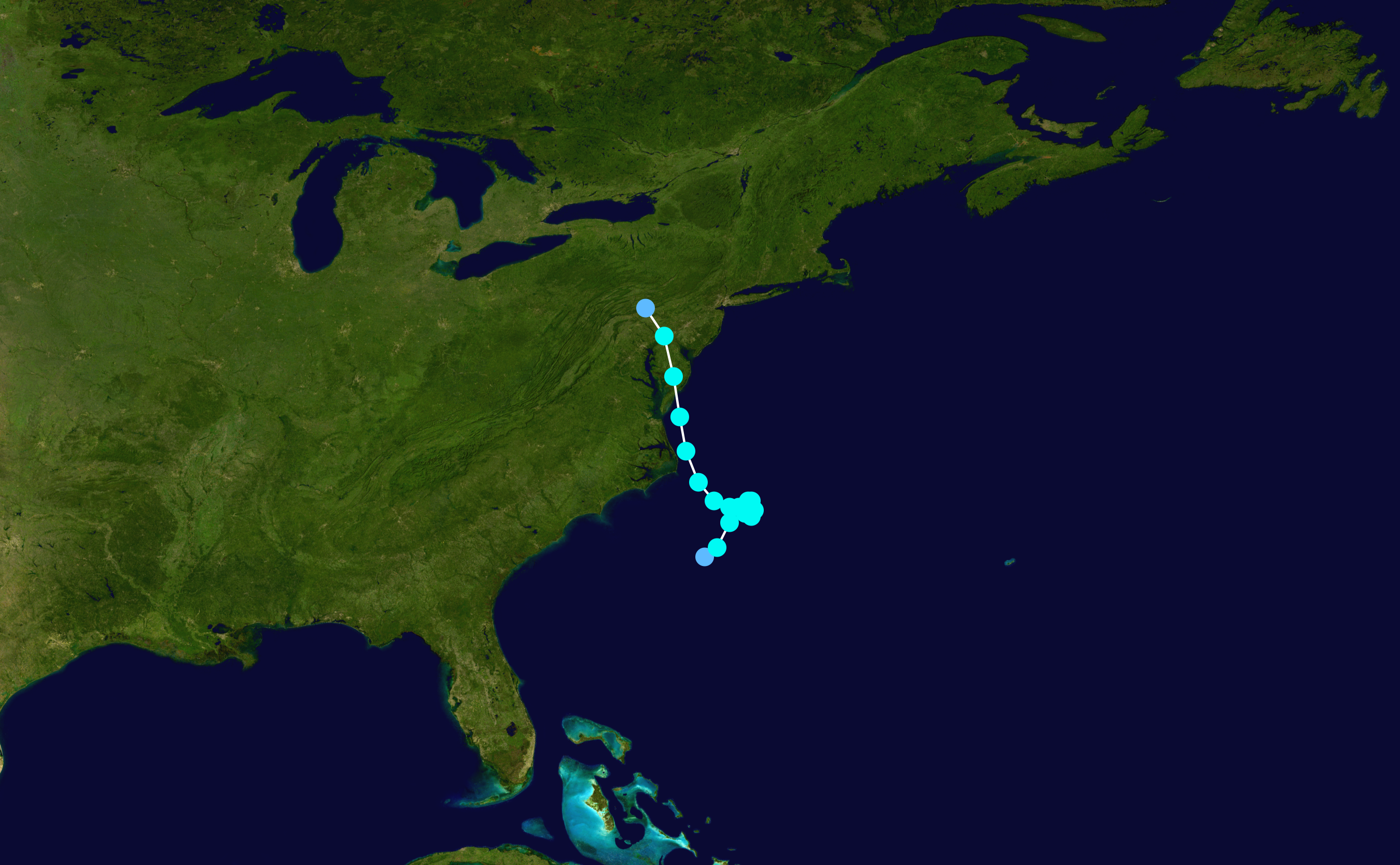
Trayectoria de la tormenta tropical Danielle, perteneciente a la temporada de huracanes del Atlántico de 1992, siguiendo los colores de la escala de huracanes de Saffir-Simpson.